# Permi Szent István

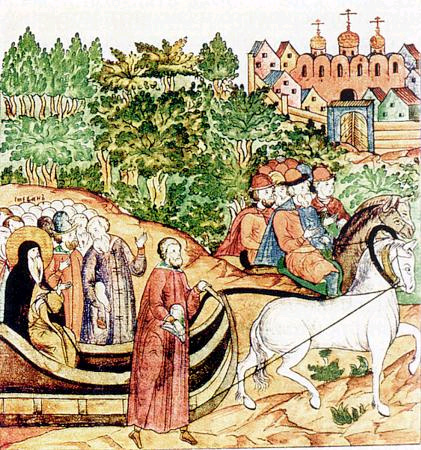
Szent István Moszkvába megy; középkori orosz ábrázolás

Permi Szent István (Velikij Usztyug, 1340 – Moszkva, 1396. április 26.) 14. századi misszionárius; ő térítette keresztény hitre a komikat (zürjéneket) és alapította meg a permi püspökséget.
Ő alkotta meg a régi komi ábécét, az aburt, így ő a komi illetve a permi írásbeliség atyja. Néha nevezik "Permi apostolnak" is. A katolikus egyház és az ortodox egyházak április 26-án ünnepelik.
István valószínűleg Velikij Usztyug városból származott. Az egyházi hagyomány szerint édesanyja komi asszony volt. István Rosztovban ébredt rá hivatására, ahol ókori görög nyelvet tanult. 1376-ban a Vicsegda és Vim folyók mentén tett utazást és ekkor kezdte el a komik térítését. A kor misszionáriusaitól eltérően nem erőltette rá a latin vagy egyházi szláv nyelvet az ott lakó pogányokra, hanem megtanulta nyelvüket, megismerte szokásaikat és kidolgozott számukra egy külön írást. Noha a pogány bálványok lerombolásával kihívta a permiek egy részének haragját, őt nevezték ki első püspökükké.
Az új püspökség és az áttérések veszélyeztették a Novgorod eddigi ellenőrzési pozícióját. 1385-ben a novgorodi érsek hadsereget küldött az új püspök elmozdítására, de ez Usztyug városának segítségével megvédte magát. 1386-ban István meglátogatta Novgorodot és a város hivatalosan elismerte az új helyzetet.
Szergej Zenkovszkij történész szerint Permi Szent István, Bölcs Epiphanius, Radonyezsi Szent Szergej és a nagy festő Andrej Rubljov együtt a "14. század végének és 15. század elejének orosz szellemi és kulturális újjászületését" jelentették." Valóban, István élete magában foglalja a "moszkovita" Oroszország politikai és vallási terjeszkedését. István életét a fenti Epiphanius írásai örökítették meg, ezek közül a leghíresebb a Permi Szent István panegirikonja, amely István evangelizációs tevékenységét dicsőíti és a Permi levelek alkotójának nevezi.